# Ka (Mbengwi)
Pour les articles homonymes, voir Ka (homonymie).
Ka (ou Kai) est l'un des 23 villages de la commune de Mbengwi, département de la Momo de la région du Nord-Ouest du Cameroun.

## Population
Lors du recensement de 2005, la localité comptait 680 habitants.
Une étude locale de 2011 a évalué la population à 1 500 personnes.

## Équipements
Le village de Ka accueille une salle communautaire, un marché temporaire toutes les semaines.